# Melampsorella elatina
Espèce
Melampsorella elatina, connu jusqu'en 2022 sous le nom Melampsorella caryophyllacearum, est une espèce de champignons (Fungi) basidiomycètes de l'ordre des Pucciniales. Ce microchampignon phytopathogène et galligène provoque la maladie cryptogamique de la rouille nommée rouille vésiculaire des aiguilles ou rouille-balai de sorcière du sapin.
Son cycle de vie complexe, qui comporte cinq stades pérennes, dure au moins deux années et prend pour hôtes principaux les arbres du genre Abies comme le Sapin blanc européen et le Sapin baumier canadien, sur lesquels il provoque l'apparition d'un balai de sorcière. Il prend pour hôtes intermédiaires des Caryophyllacées comme le Céraiste des champs, la Stellaire intermédiaire et la Stellaire holostée, sur lesquelles il produit des pustules jaunes ou brunâtres et des croûtes blanc rougeâtre sur la face inférieure des feuilles. Lorsque le champignon meurt, le balai perd ses ramifications et le renflement de la branche de sapin continue de se développer pour produire une tumeur ligneuse nommée dorge du sapin ou chaudron qui peut fusionner avec le tronc.
Melampsorella elatina est présent dans l'hémisphère nord partout où il y a des forêts de sapins, sa densité étant assez diverse d'une région à une autre. Il est favorisé par des stations et des printemps humides. L'impact de cette maladie est généralement considéré comme peu important car limité aux branches. Cependant, en cas de forte présence, elle retarde le développement de l'arbre et réduit sa croissance en hauteur. De plus, le chaudron ayant perdu son écorce constitue une porte d'entrée pour d'autres pathogènes agents de caries qui fragilisent l'arbre et le font mourir prématurément. D'un point de vue sylvicole, une grume chaudronnée est une perte de valeur commerciale.

## Description
Pour un article plus général, voir rouille (maladie).

### Stades sur les Sapins

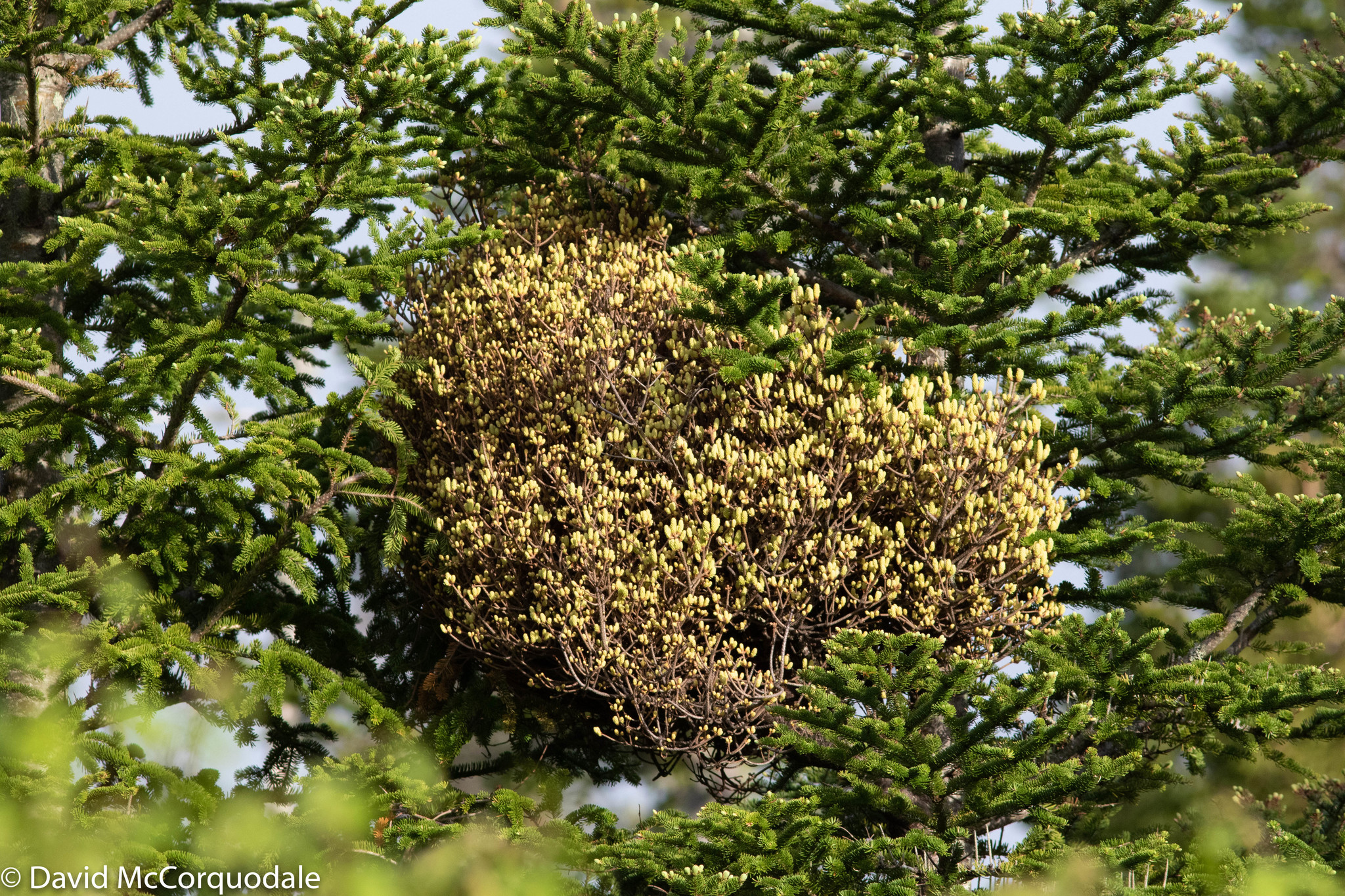
Aspect printanier du balai sur un Sapin baumier (Nouvelle Écosse).

Sur les Sapins, Melampsorella elatina provoque un balai de sorcière pérenne typique et nettement développé qui se manifeste par la formation d'un fort gonflement du point d'infection au niveau de la branche et d'une abondante ramification de pousses raides, érigées et agglomérées en boule dense. Ses aiguilles qui tombent en automne, lui donnant l'aspect de branche morte en hiver, débourrent environ un mois plus tôt que les parties non infectées ; elles sont spiralées, serrées, épaissies, anormalement courtes et vert jaunâtre. La taille des balais varie généralement de 10 à 100 cm de diamètre, mais elle peut atteindre les 2 m de diamètre sur des arbres dominants. Quant à leur durée de vie, elle est de 15 à 20 ans,,.
Les spermogonies (0) sont jaune miel, plus ou moins coniques et mesurent de 90 à 320 μm de diamètre pour 25 à 60 μm de haut. Elles sont visibles dès le début de l'été. Les écidies (I) sont de type peridermium. Colorées d'orange pâle à rosâtre, elles forment de tube cylindrique court mesurant de 0,4 à 1 mm de haut pour un diamètre de 0,2 à 0,8 mm. Elles sont visibles en été sur la face inférieure des aiguilles en une rangée de part et d'autre de la nervure centrale. Leurs écidiospores (Isp.) mesurent de 16 à 30 μm de long pour 14 à 17 μm de large. Elles présentent une paroi épaisse de 1 à 2 μm densément verruqueuse. Leur contenu est orange. Les hyphes sont abondantes à l'intérieur des cellules des aiguilles mais plus éparses dans les branches du balai.

### Stades sur les Caryophyllacées

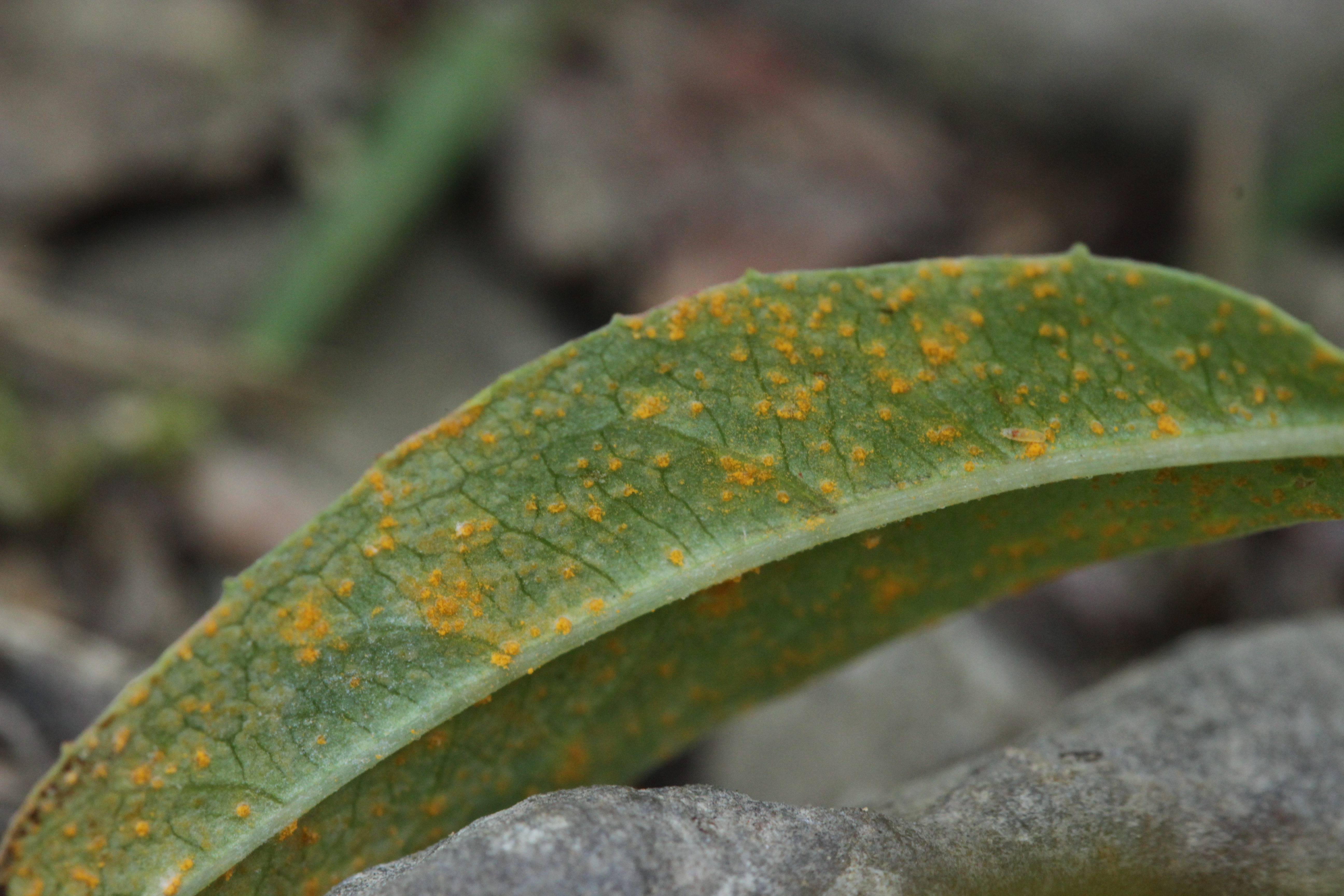
Pustules orangées des urédies de Melampsorella elatina sur une Stellaire.

Sur les Caryophyllacées, les urédies (II) et les télies (III) sont visibles sur le dessous des feuilles. Elles sont jaunes, brunes ou noires, en forme de pustules, de coussinets ou de croûte brillante mais jamais pulvérulentes. La plante est déformée et se développe en avance par rapport aux spécimens non infestés. Son port est dressé et étroit. Ses feuilles sont vert pâle, rétrécies, avec des couches de spores en dessous,.

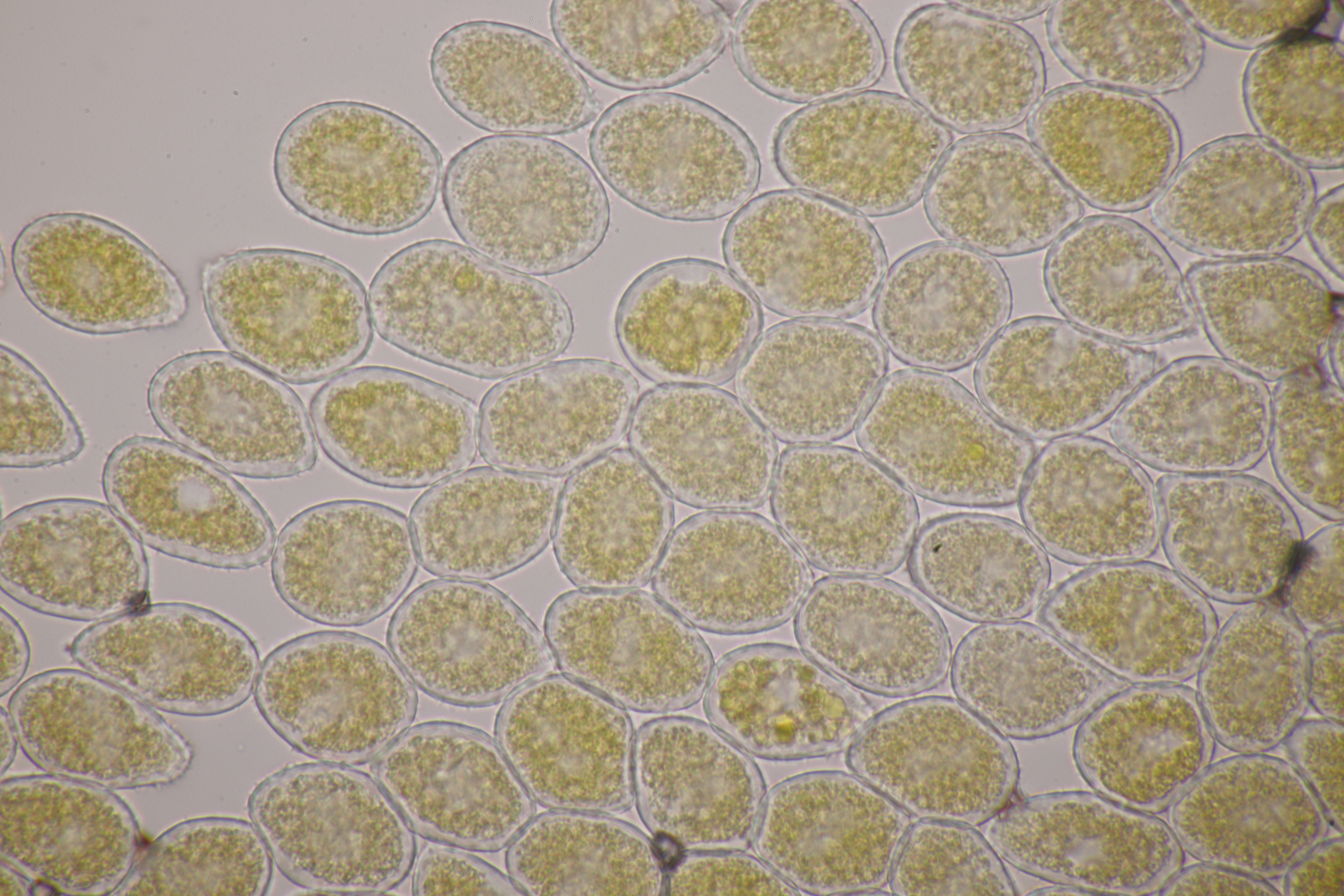
urédospores (II sp.) de Melampsorella elatina sur une stellaire des bois (Stellaria nemorum).

Les urédies (II) sont petites, mesurant jusqu'à 0,4 mm de diamètre et colorées d'un orange presque ochracé. Elles sont en forme de pustules enfoncées sous l'épiderme et recouvertes d'un péridium qui s'ouvre à maturité par un pore. Les urédospores (IIsp.) mesurent de 16 à 30 μm de long pour 12 à 21 μm. Leur paroi est recouverte d'épines et leur contenu est jaune orangé. Elles sont munies de 2 à 3 pores germinatifs situés au centre. Les télies (III) sont rares, formées seulement au printemps de la deuxième année. Elles sont insérées dans les cellules épidermiques, recouvrant généralement toute la face inférieure des feuilles sous forme d'une croûte brillante blanchâtre, jaune ocre clair ou couleur chair. Les téliospores (IIIsp.) ne présentent qu'une seule cellule et pas de pédicule.

## Espèces hôtes
Sur le genre Abies, les Sapins, Melampsorella elatina est monophage. Il s'agit d'Abies alba, Abies cephalonica et Abies pinsapo en Europe, d'Abies amabilis, Abies concolor, Abies balsamea, Abies fraseri, Abies grandis, Abies lasiocarpa, Abies magnifica, Abies procera et Abies religiosa en Amérique du Nord ainsi qu'Abies sibirica, Abies homolepis, Abies cilicica, Abies nordmanniana et sa sous-espèce equi-trojani et Abies sachalinensis et sa variété mayriana en Asie,,.
Sur les Caryophyllacées, Melampsorella elatina est oligophage. En Europe, il est dispersé sur le genre Stellaria, principalement sur Stellaria holostea et Stellaria media, plus rarement sur Stellaria alsine, Stellaria aquatica, Stellaria crassifolia, Stellaria graminea, Stellaria nemorum et Stellaria palustris. Il est également dispersé sur le genre Cerastium, principalement sur Cerastium arvense et plus rarement sur Cerastium alpinum, Cerastium arcticum, Cerastium cerastioides, Cerastium fontanum subsp. vulgare (C. holosteoides), Cerastium glomeratum, Cerastium latifolium, Cerastium pensylvanicum (en culture), Cerastium pumilum, Cerastium semidecandrum et Cerastium tomentosum. Myosoton aquaticum est aussi une espèce hôte. L'espèce est également mentionnée sur Arenaria grandiflora et Arenaria serpyllifolia ainsi que Moehringia trinervia et Eudianthe coeli-rosa mais ces mentions restent très rares. Des citations de la littérature ancienne ne sont pas confirmées sur Holosteum umbellatum et Agrostemma githago,.

## Répartition
Melampsorella elatina est répandu sur l'ensemble de l'hémisphère nord dans les régions riches en Sapins,. Sur les Caryophyllacées, l'espèce semble être en régression, tout du moins en Europe centrale.

## Cycle de vie
Pour un article plus général, voir rouille (maladie).

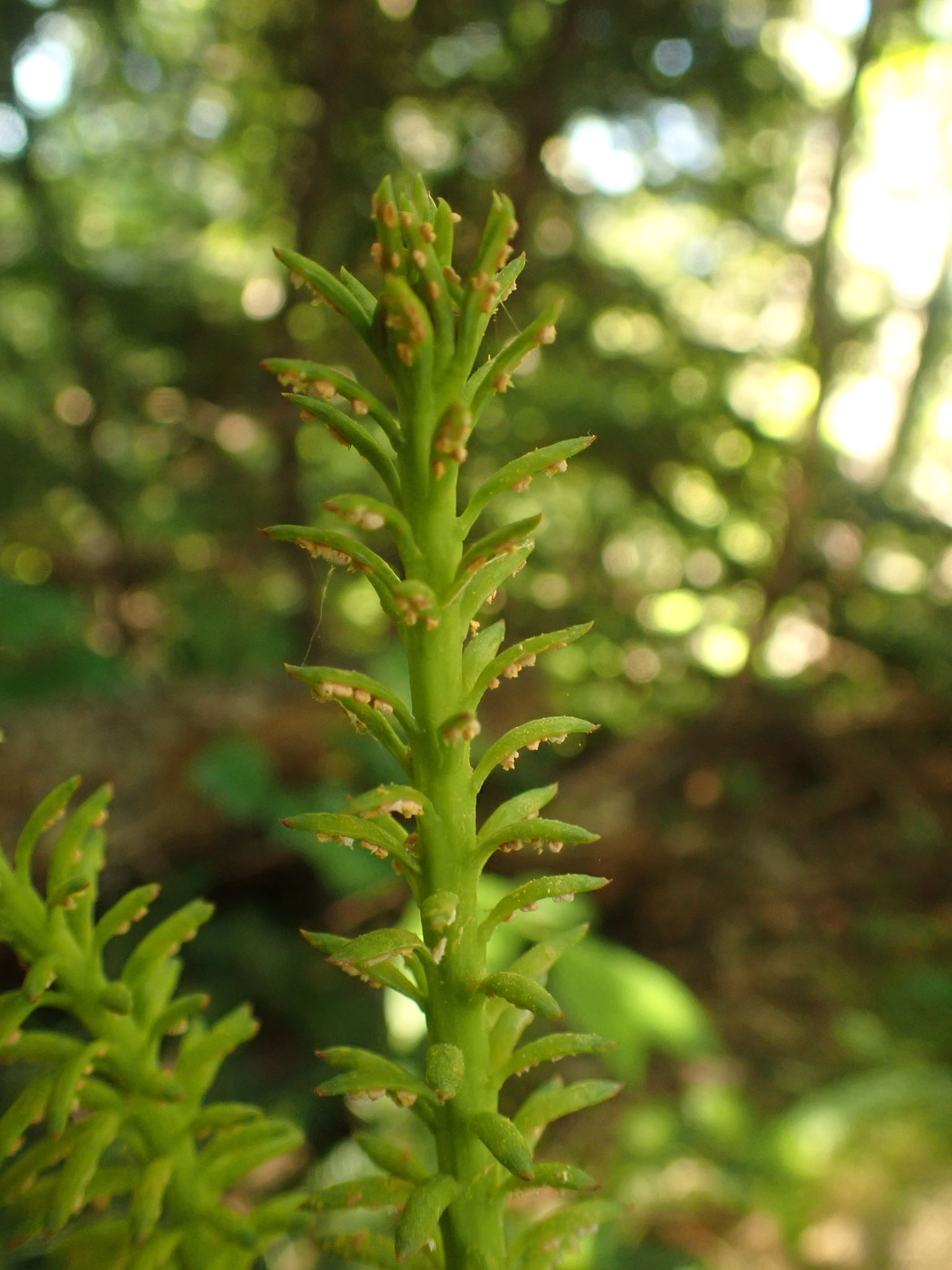
Écidies jaunâtres (Nouvelle Écosse).

Melampsorella elatina a besoin de ses deux hôtes et d'au moins deux années pour accomplir son cycle de vie. Au printemps ou au début de l'été, des spermogonies (0) se développent sur chacune des deux faces des aiguilles d'un balai de Sapin en deux rangées de petites cloques jaune orangé et rondes. Elles produisent des spermaties (0sp.) qui provoquent l'apparition d'écidies (I) visibles au cours de l'été. Elles se développent sur la face inférieure des aiguilles et produisent des écidiospores (Isp.) qui sont dispersées par le vent et infectent le feuillage de Caryophyllacées, l'hôte intermédiaire. Après quelques semaines, des urédies (II) produisent de façon cyclique et répétée des urédospores (IIsp.), ce qui entraîne une intensification de l'infection sur cet hôte. À la fin de l'été ou au début de l'automne, des télies (III) apparaissent sur les feuilles des Caryophyllacées infectées sous la forme d'un mycélium croûteux blanc à rougeâtre pâle. Elles produisent des téliospores (IIIsp.) à la paroi épaisse dans lesquelles le champignon hiverne. Au cours du printemps suivant, les téliospores (IIIsp.) germent et libèrent des basidiospores (IVsp.), qui infectent les jeunes pousses du Sapin. Le gonflement de la branche est généralement peu visible à la fin du premier été, le mycélium du champignon persistant dans les tissus ligneux,,. Au printemps suivant, le champignon produit alors une hormone végétale, la cytokinine, qui provoque le débourrement des bourgeons, entraînant un développement excessif de rameaux à partir d'un même point sur une branche, d'où l'aspect buissonnant des balais. Ces ramifications désordonnées sont plus épaisses et plus courtes que la normale. Il y pousse des aiguilles vert pâle qui naissent du renflement et produisent des écidies (I) qui diffusent leur écidiospores (Ip.), complétant ainsi le cycle de vie. À l'automne, les rameaux perdent leurs aiguilles qui repousseront au printemps de l'année suivante. C'est cette croissance désordonnée qui produit au fil des ans le balai de sorcière qui aura une durée de vie approximative de quinze à vingt ans,,.

Développement saisonnier du balai de Melampsorella elatina sur le Sapin.
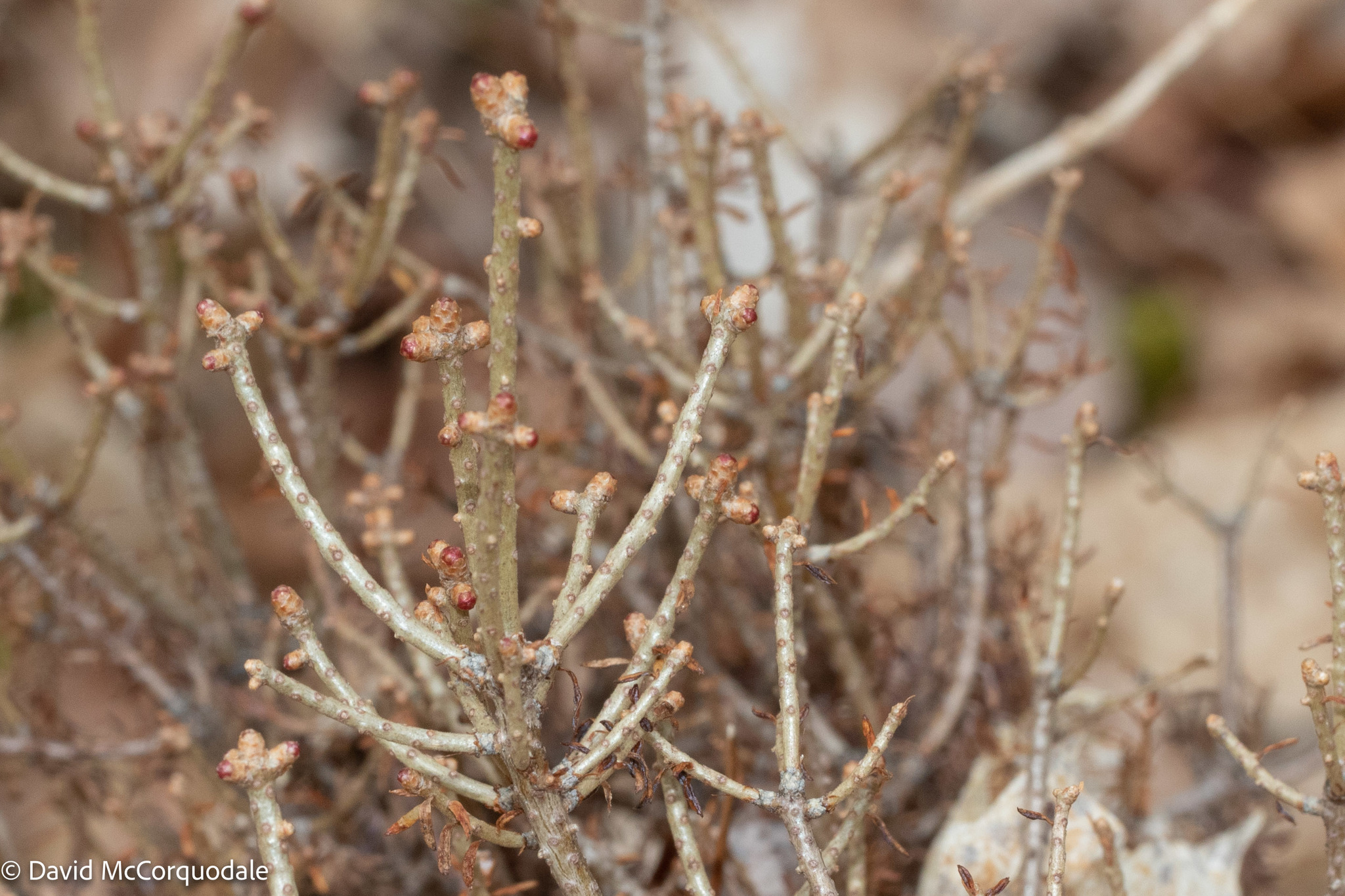
Bourgeons hivernaux (Nouvelle Écosse).
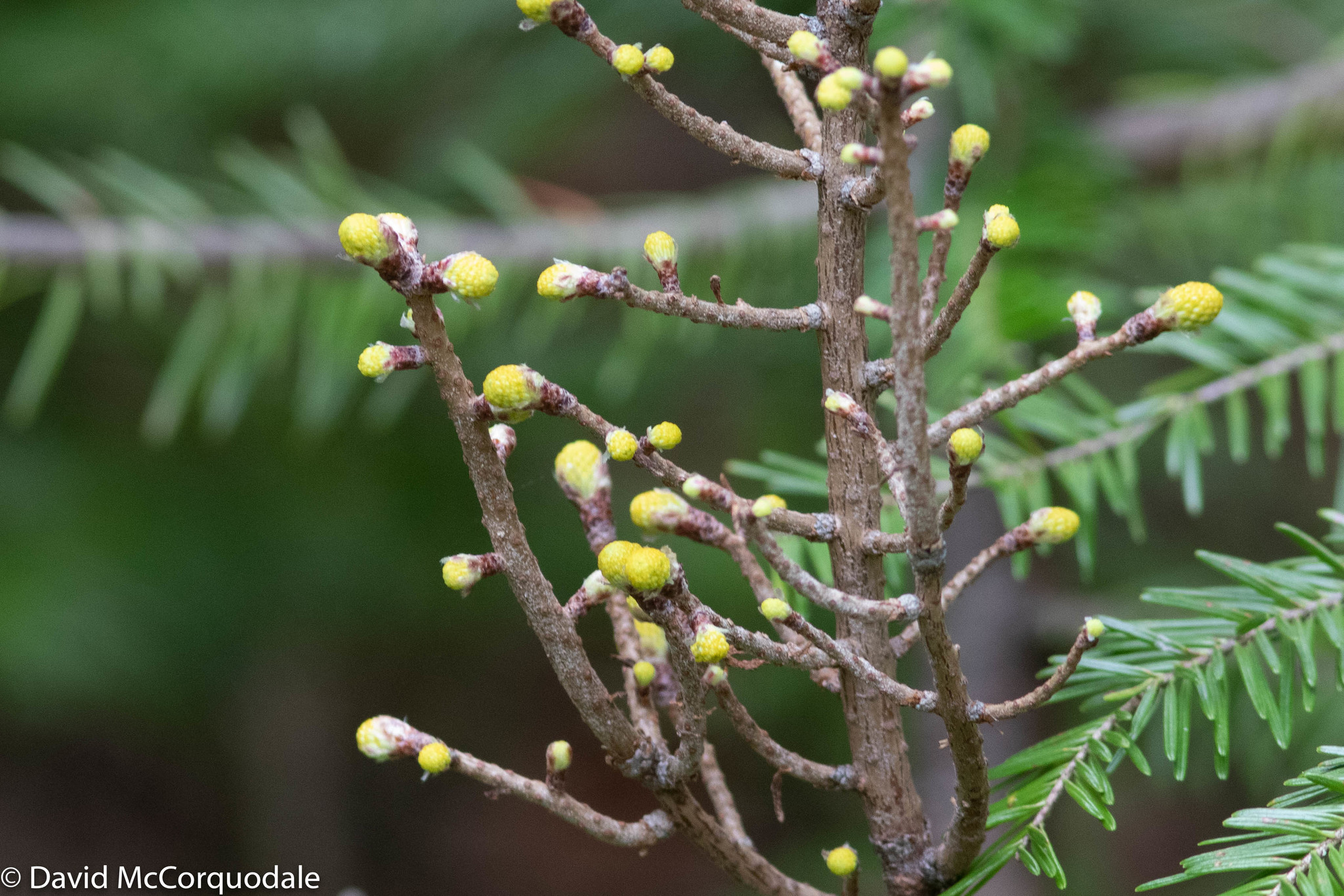
Bourgeons printaniers (Nouvelle Écosse).
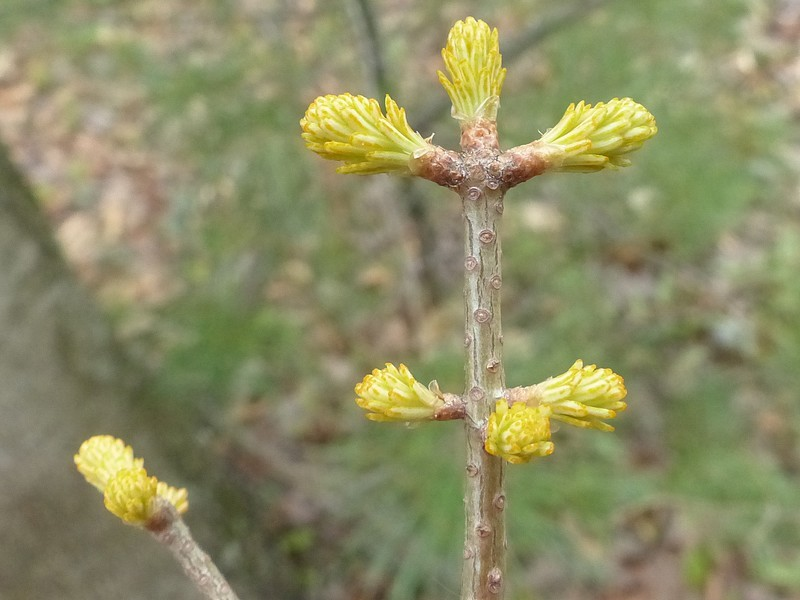
Débourrage des bourgeons (Québec).
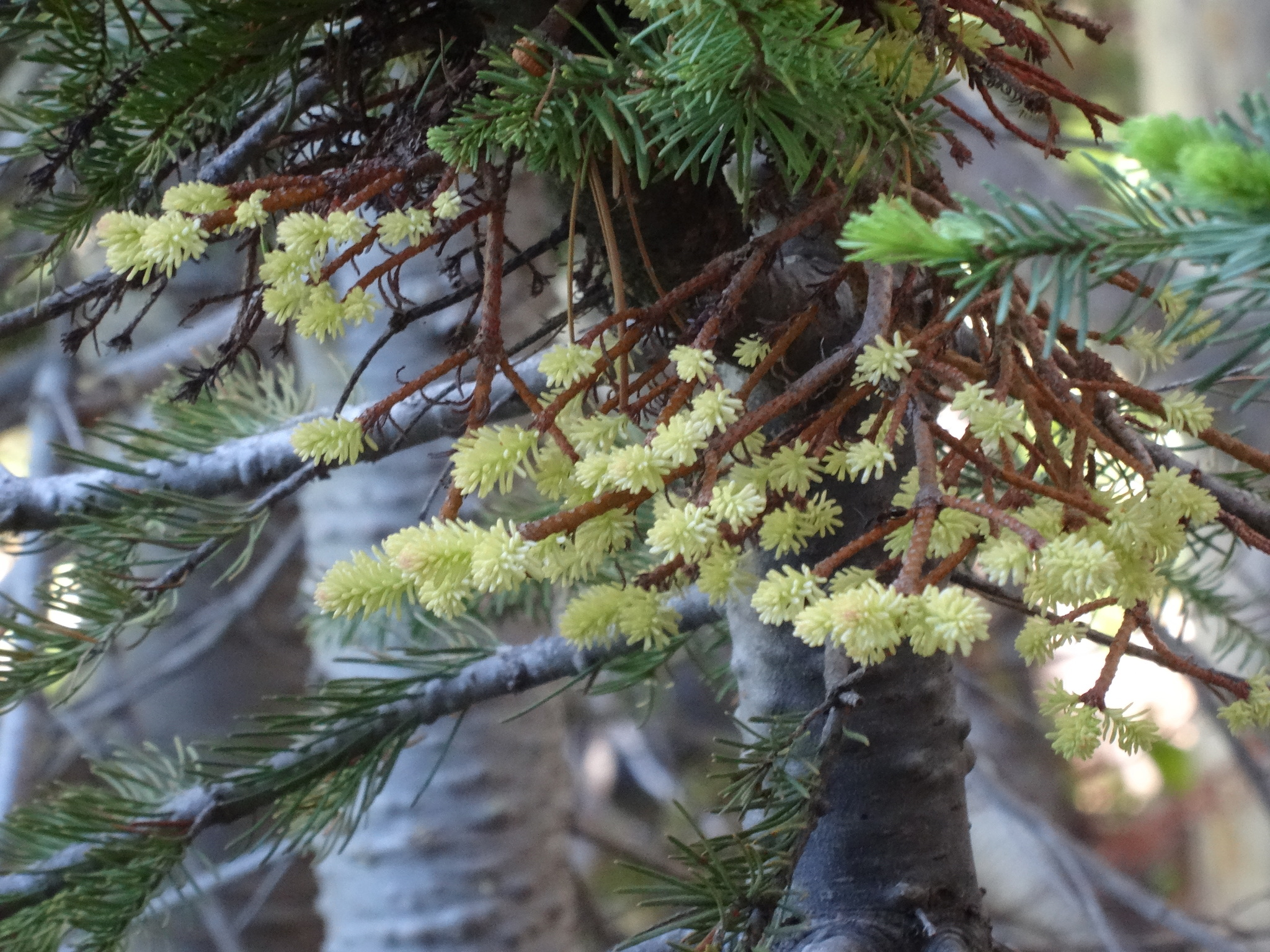
Développement du feuillage (Californie)
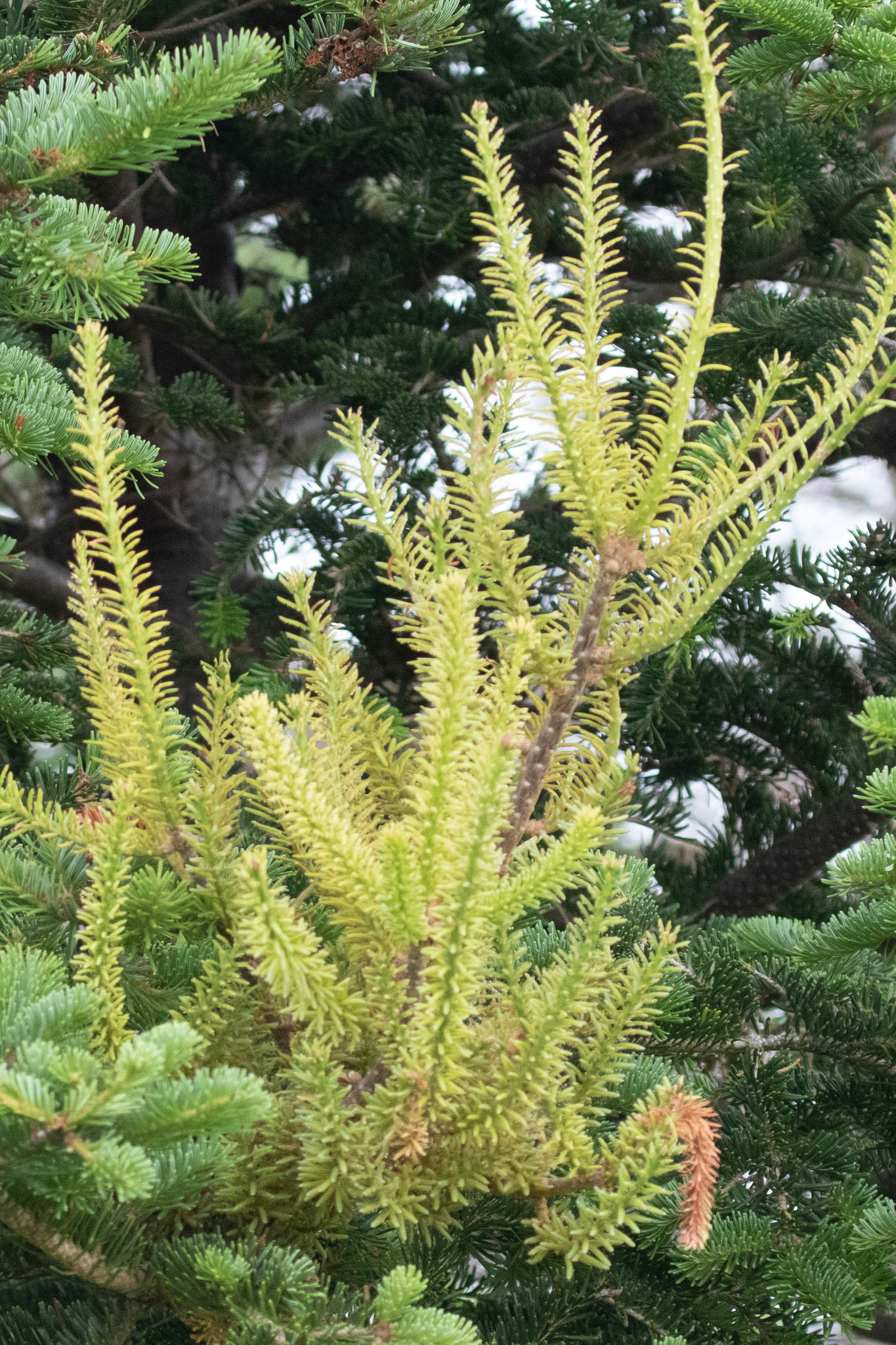
Feuillage développé (Terre-Neuve-et-Labrador).
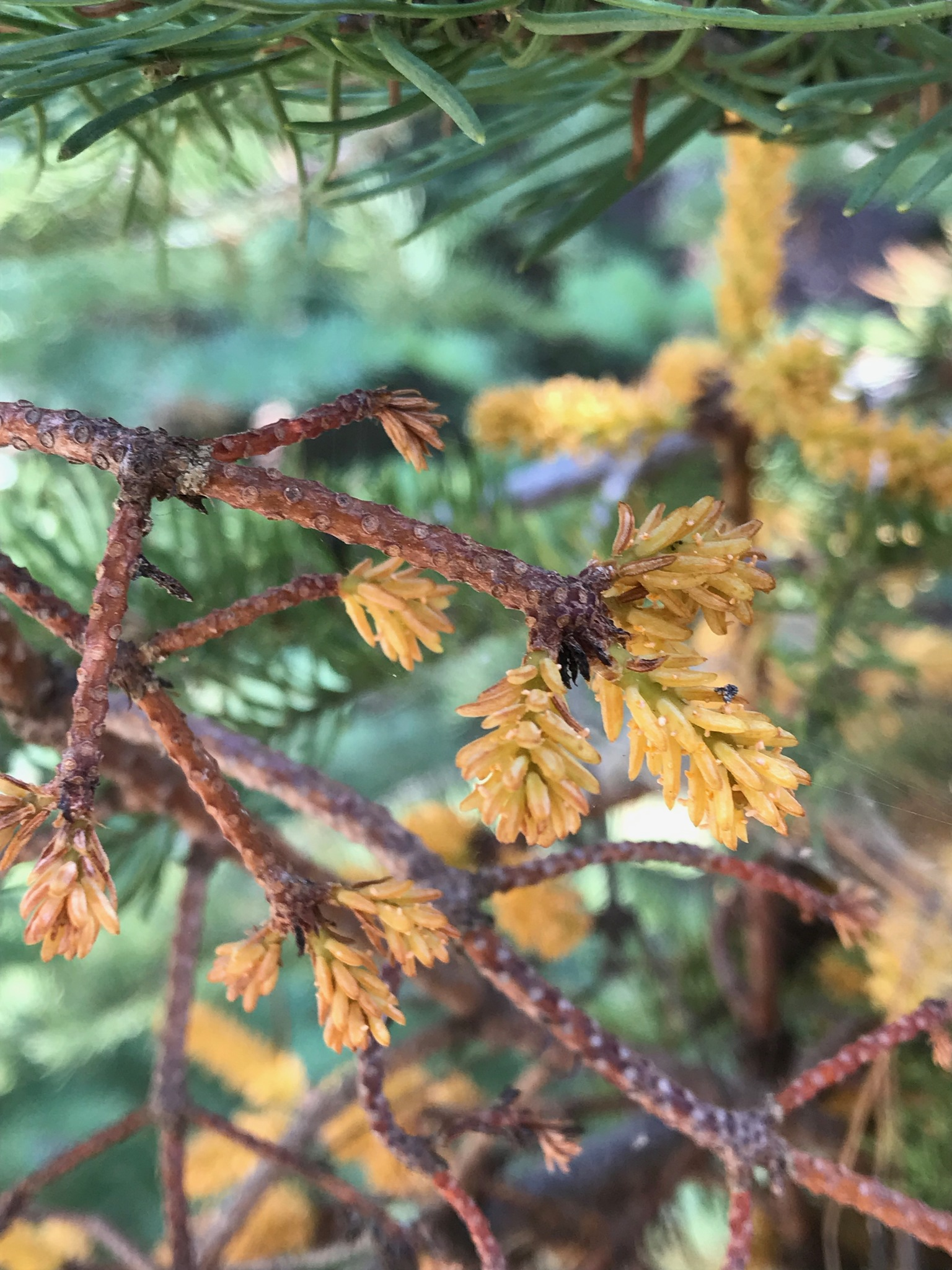
Feuillage brunissant à l'automne (Californie).

## Chaudron

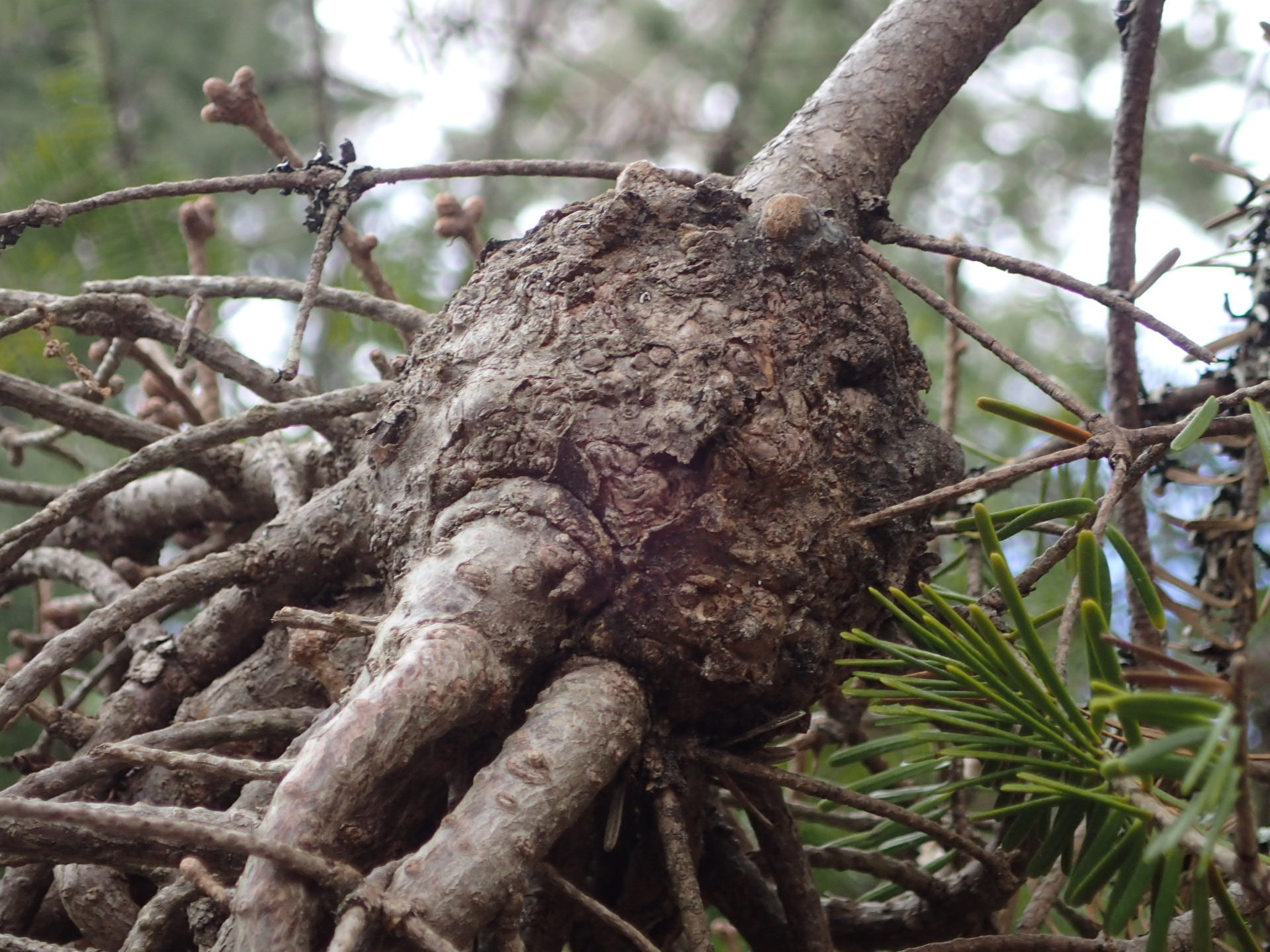
Base renflée d'un balai, précurseur à la constitution d'un chaudron (Nouvelle Écosse).

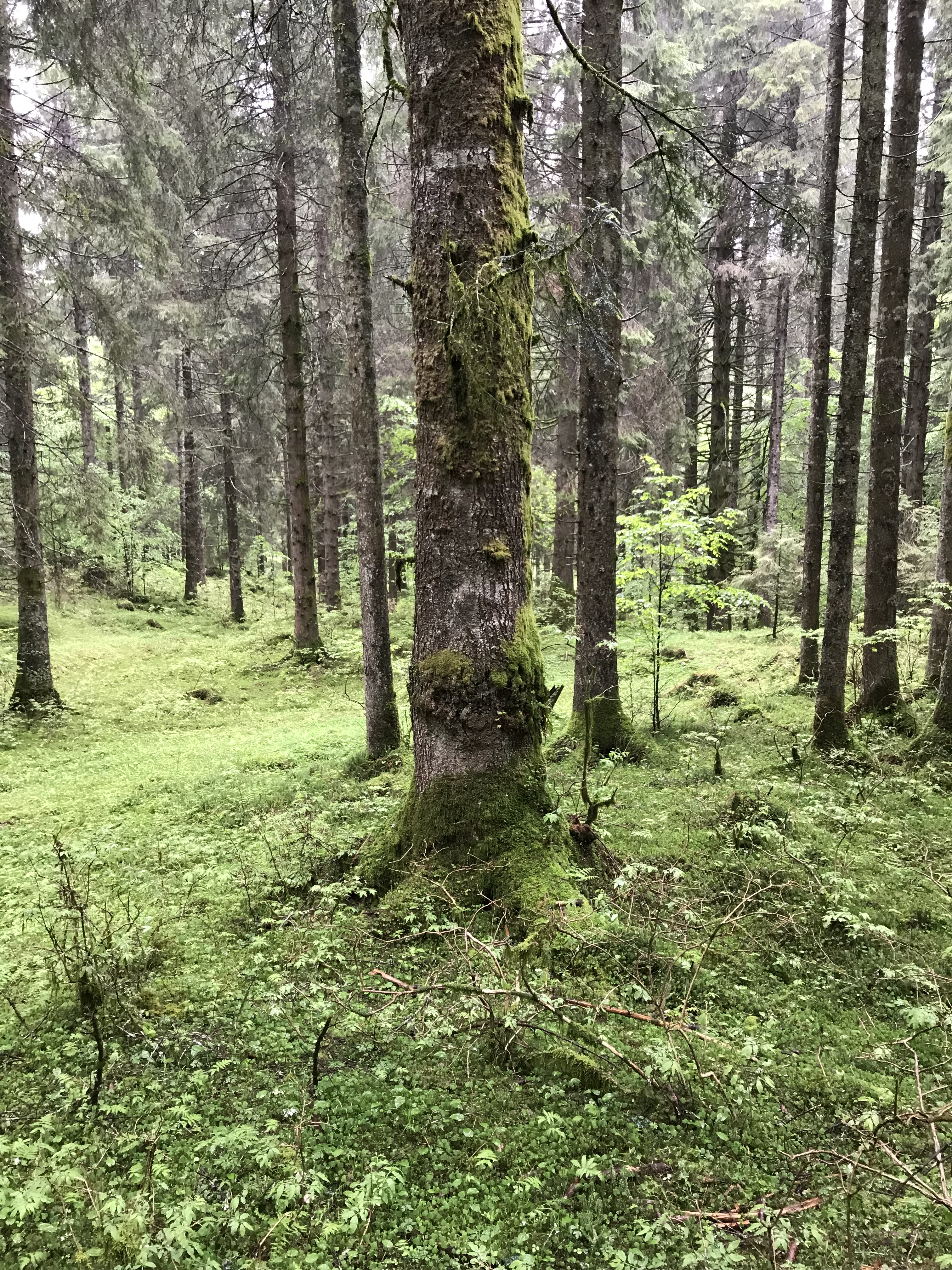
Chaudron à la base du tronc d'un Sapin blanc (Italie).

Une fois le champignon mort et le balai de sorcière débarrassé de ses ramifications, le renflement du point d'insertion survit et continue de grossir sous la forme d'une tumeur ligneuse. Ce renflement sans rameaux est alors nommé « chaudron » dans les Vosges ou « dorge » dans le Jura. Il est généralement présent sur les branches du sapin, mais lorsque le point d'insertion se situe à proximité immédiate du tronc, ils peuvent progressivement fusionner et former un renflement annulaire sur toute la périphérie du tronc ou un renflement unilatéral sur un seul côté. Le chaudron peut être fermé lorsque son écorce n'est pas altérée ou ouvert lorsque celle-ci est fissurée, crevassée ou manque sur quelques parties.

## Impact parasitaire

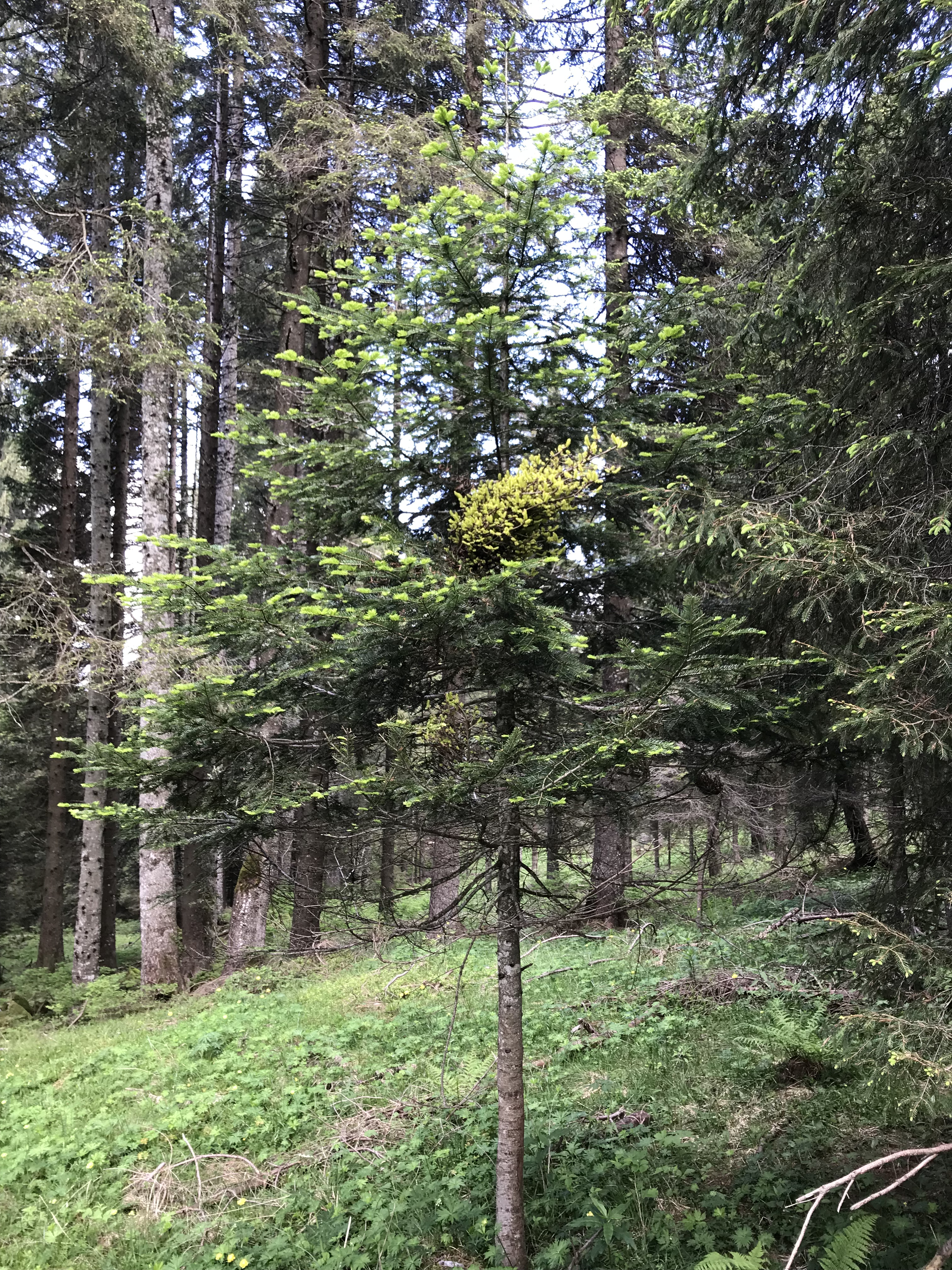
Balai sur un jeune Sapin blanc (Alpes italiennes).

L'incidence de l'infection sur les forêts de Sapins varie selon les régions : Melampsorella elatina a infecté jusqu'à 40 % des arbres dans des peuplements d'Abies balsamea à Terre-Neuve au Canada, un chiffre comparable à son incidence sur Abies alba dans la forêt d'Iraty au Pays-Basque espagnol. Mais le taux le plus important concerne Abies lasiocarpa au nord des montagnes Rocheuses où 70 à 95 % des arbres sont atteints et où certains individus portent plusieurs douzaines de balais. Les taux d'incidence sont d'environ 30 % sur Abies sibirica dans la région de Krasnoïarsk en Russie, d'environ 20 % sur Abies balsamea en Nouvelle Angleterre aux USA et respectivement d'environ 15 % et 2 % sur Abies alba dans les régions italiennes des Apennins et des Alpes pennines.
Les balais sont installés dans toutes les tailles, sur toutes les hauteurs et à tous les âges des arbres. Leur présence augmente à basse altitude, dans les stations à l'atmosphère humide ou proches de rivières et durant les printemps humides. Les peuplements monospécifiques de même âge semblent être plus favorables au développement du champignon que des peuplements mixtes avec le Hêtre, par exemple, et comprenant plusieurs strates d'âges différents. Au contraire, des conditions sèches et mouillées lui sont inhospitalières, comme les forêts denses et peu exposées à la lumière. L'incidence de la maladie sur le Sapin est également corrélée à la présence de l'hôte intermédiaire. À titre d'exemple, la région considérée comme le réservoir de Caryophyllacées hôtes intermédiaires pour la forêt d'Iraty dans le Pays-Basque espagnol est une vallée profonde et étroite de 2 km de long.

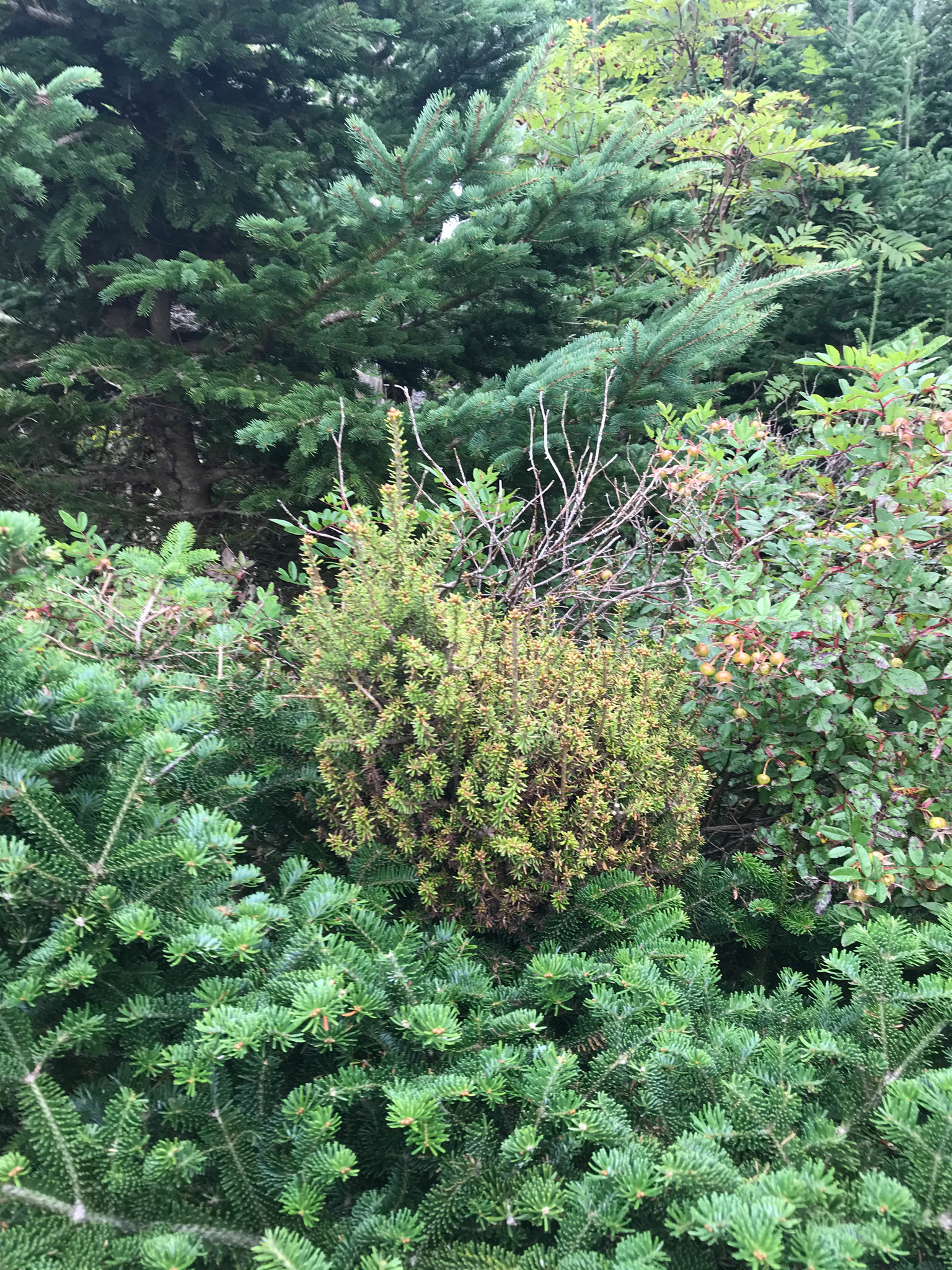
Balai en fin d'été (Nouvelle Écosse).

Bien que pérenne, l'infection sur les Sapins n'est généralement pas considérée comme grave d'un point de vue sylvicole, étant donné que, dans la grande majorité des cas, elle ne concerne que les branches latérales. Des cas exceptionnels aux conséquences lourdes concernent la flèche, c'est-à-dire la partie terminale du tronc de l'arbre, qui est particulièrement fragile chez les conifères,,. Lorsque le balai et son chaudron ont pour point d'ancrage une branche éloignée du tronc, l'infection est négligeable tant pour la survie de l'arbre que pour la valorisation de son bois. Elle a tout de même tendance à réduire sa croissance en hauteur, moins en largeur,. Lorsque le chaudron est inclus dans le tronc, le développement de l'arbre n'est pas affecté, l'accroissement du diamètre du tronc étant d'ailleurs souvent plus important au dessus du chaudron. Par contre, la perte pour le forestier est conséquente. Le chaudron ne présentant aucune propriétés intéressantes en tant que bois d'œuvre, sa partie est rejetée et la grume est débitée en longueurs irrégulières, ce qui déprécie fortement sa valeur marchande.
Dans le cas où son écorce est endommagée, le chaudron est la porte d'entrée de pathogènes secondaires qui provoquent souvent un pourrissement localisé du bois, notamment des caries. Cela créé un point de fragilité qui permet au vent ou à la neige d'abattre prématurément l'arbre. En France, l'agent infectieux secondaire est souvent le polypore Phellinus hartigii qui provoque une pourriture blanche,,.

## Moyens de lutte
Afin de limiter la propagation de l'infestation, il est généralement recommandé au forestier de couper et de brûler les branches infectées. L'abattage de l'arbre chaudronné en vue de le remplacer est une solution envisageable lors des éclaircies si l'infection au niveau du peuplement est légère. Par contre, si elle est importante, les éclaircies seraient trop grandes et l'opération s'avèrerait économiquement infructueuse. Que ce soit au Canada ou en Europe, aucun fongicide n'est homologué dans la lutte contre Melampsorella elatina. S'il en existait un, il semble qu'il serait difficile de l'appliquer dans un peuplement forestier. L'élimination des hôtes intermédiaires devrait théoriquement réduire l'incidence de la rouille, mais cette mesure n'a pas été testée et nécessiterait l'élimination des Caryophyllacées sur un large périmètre autour du peuplement forestier à protéger. Étant donné la taille de ces derniers, cette approche serait économiquement peu cohérente. Enfin, la mise en place et la conservation de peuplements mixtes semble être une pratique de gestion forestière préventive efficace,.

## Synonymie
Cette espèce est décrite pour la première fois en 1805 sous le nom Aecidium elatina par les botanistes allemand Johannes Baptista von Albertini et américain Lewis David von Schweinitz, puis recombinée sous le nom Melampsorella elatina par l'américain Joseph Charles Arthur en 1907. Durant le XXe siècle et le début du XXIe, cette espèce est connue sous le nom Melampsorella caryophyllacearum, une recombinaison mise en place par Joseph Schröter en 1874 de Uredo caryophyllacearum également décrit en 1805 par le botaniste suisse Augustin-Pyramus de Candolle.
Melampsorella elatina a pour synonymes :
- Aecidium elatinum Alb. & Schwein. (1805)
- Peridermium elatinum (Alb. & Schwein.) J.C. Schmidt & Kunze, (1817)
- Caeoma elatinum (Alb. & Schwein.) Link (1825)
- Uredo pustulata ß cerastii Pers. (1801)
- Melampsora cerastii (Pers.) G. Winter (1881)
- Uredo caryophyllacearum DC. (1805)
- Melampsorella caryophyllacearum (DC.) J. Schröt. [as 'caryophylleacearum'] (1874)
- Melampsoridium caryophyllacearum (DC.) Blanchette & Biggs (2013)
- Uredo cerastii H. Mart. (1817)
- Caeoma cerastii (Mart.) Schltdl. (1824)

## Espèces proches
En Amérique du Nord, Chrysomyxa arctostaphyli provoque la rouille-balai de sorcière de l'épicéa sur l'Épinette blanche, l'Épinette noire, l'Épinette d'Engelmann et l'Épinette bleue, avec pour hôtes intermédiaires des espèces du genre Arctostaphylos dont la Busserole et quelques manzanita. Pucciniastrum goepertianum provoque sur le Sapin baumier la rouille des aiguilles, qui déclenche la décoloration, le brunissement et la chute des aiguilles ainsi que l'apparition de petits balais. Ses hôtes intermédiaires sont plusieurs bleuetiers. Pucciniastrum epilobii provoque également une rouille des aiguilles sur le Sapin baumier et ses hôtes intermédiaires sont le genre Epilobium.
En Europe, Melampsora abietis-caprearum produit une rouille sur les aiguilles de Sapins en les décolorant en jaune mais sans former de balais. Ses hôtes intermédiaires sont des Saules.
Concernant les Caryophyllacées européennes, plusieurs autres espèces de champignons de la rouille infectent les feuilles comme Puccinia arenariae, Puccinia hysteriiformis, Uromyces dianthi et Puccinia behenis. Elles se différencient de Melampsorella elatina par des pores non ouverts sur des urédies (II) pulvérulentes et des télies (III) non croûteuses produisant des téliospores (IIIsp.) pédiculées.

### Melampsorella caryophyllacearum
- (en) BioLib : Melampsorella caryophyllacearum (DC.) J. Schröt. (consulté le 9 février 2025)
- (fr) INPN : Melampsorella caryophyllacearum (DC.) J.Schröt., 1874 (TAXREF)  (consulté le 9 février 2025)
- (en) IRMNG : Melampsorella caryophyllacearum (DC.) J. Schröt., 1874 (consulté le 9 février 2025)
- (en) OEPP : Melampsorella caryophyllacearum   J.Schröter   (consulté le 9 février 2025)
- (en) Taxonomicon : Melampsorella caryophyllacearum (DC.) J. Schröt. (1874) (consulté le 9 février 2025)

### Melampsorella elatina
- (en) Catalogue of Life : Melampsorella elatina (Alb. & Schwein.) Arthur (consulté le 9 février 2025)
- (fr + en) EOL : Melampsorella elatina Arthur 1907 (consulté le 9 février 2025)
- (en) Index Fungorum :  Melampsorella elatina    (Alb. & Schwein.) Arthur  (consulté le 9 février 2025)
- (fr + en) GBIF : Melampsorella elatina (Alb. & Schwein.) Arthur (consulté le 9 février 2025)
- (en) MycoBank :  Melampsorella elatina    (Alb. & Schwein.) Arthur  (consulté le 9 février 2025)
- (en) Taxonomicon : Melampsorella elatina Arthur (1907) (consulté le 9 février 2025)